# Tijd voor Teenagers Top 10
De Tijd voor Teenagers Top 10 is een hitparade die van 1963 tot 1966 door de VARA werd uitgezonden.
Het VARA-radioprogramma Tijd voor Teenagers zond vanaf begin jaren 60 een maandelijkse, later wekelijkse hitlijst uit (de Tijd voor Teenagers Top 5), die samengesteld werd door luisteraars. Op zaterdag 30 november 1963 werd deze lijst vervangen door de Tijd voor Teenagers Top 10. Deze hitparade werd samengesteld op basis van een onderzoek naar de verkoopcijfers van singles in heel Nederland. De lijst werd gepresenteerd door Herman Stok, vanaf 1961 de presentator van het programma. De productie was al sinds het begin in 1959 in handen van Co de Kloet. De opnamen vonden volgens het nog bewaard gebleven draaiboek van de eerste uitzending plaats in Studio 4 in het Hilversumse radiocomplex. De aanvraag voor de toestemming tot uitzending van de hitlijst vermeldt als motivatie dat Radio Veronica al een hitparade heeft die op zaterdagmiddag wordt uitgezonden. Platenzaken in het hele land werden gebeld om hun bestverkochte singles op te geven. Daarvan maakte Tijd voor Teenagers een top 10. De eerste nr. 1-hit was If I had a hammer/A-me-ri-ca van Trini Lopez. Vanaf 11 januari 1964 werden de lijsten afgedrukt in de VARAgids, met één week vertraging. Het radioprogramma op de publieke popzender Hilversum 3 was zeer populair onder jongeren.
Op 29 januari 1966 werd de laatste eigen hitlijst op Hilversum 3 uitgezonden. De lijst van 5 februari is nooit uitgezonden; op die datum begon het radioprogramma met het uitzenden van de hoogste 10 van de Parool Top 20, ofwel de PS Popparade.

## Top 3 van de jaarlijsten van de Tijd voor Teenagers Top 10
1964:
1. Vous permettez, monsieur? - Adamo
2. De winter was lang - Willeke Alberti
3. I Want to Hold Your Hand - The Beatles

1965:
1. Help - The Beatles
2. (I Can't Get No) Satisfaction - The Rolling Stones
3. Ticket to Ride - The Beatles

## Nummer 1-hits
Zie Lijst van nummer 1-hits in de Tijd voor Teenagers Top 10 voor dit onderwerp

## Boek
- Mega Top 50 presenteert 50 jaar hitparade, Bart Arens, Edgar Kruize en Ed Adams, Uitgeverij Unieboek/Het Spectrum bv, Houten/Antwerpen, 2013. ISBN 978 90 00 33100 0